# Aleuritopteris squamosa
Aleuritopteris squamosa är en kantbräkenväxtart som först beskrevs av Hope och Wright, och fick sitt nu gällande namn av Ren-Chang Ching. Aleuritopteris squamosa ingår i släktet Aleuritopteris och familjen Pteridaceae. Inga underarter finns listade.